# Mike Henson
Michael „Mike“ Henson (* 8. Oktober 1959 in Schottland) ist ein britisch-deutscher Snookerspieler, der mehrfach die deutsche Snooker-Meisterschaft gewinnen konnte und in den 1990er-Jahren insgesamt vier Saisons auf der Profitour spielte.

## Karriere
Henson wurde in Schottland geboren und zog spätestens Mitte der 1980er-Jahre von England nach Deutschland, wo er in Gifhorn als Billardtrainer arbeitete. 1985 versuchte er vergeblich, sich über die WPBSA Pro Ticket Series für die Profitour zu qualifizieren. 1986 überzeugte er den Deutschen Pool Billard Bund von einer Zusammenarbeit mit den damals sehr wenigen Snookerspielern in Deutschland, allerdings schlug diese Zusammenarbeit zunächst fehl. Ein Jahr später durfte er an der Amateurweltmeisterschaft teilnehmen und qualifizierte sich mit dem zweiten Platz seiner Gruppe – unter anderem vor dem späteren Profi-Weltmeister Ken Doherty – für die Hauptrunde, in der er Alain Robidoux aus Kanada unterlag. Im nächsten Jahr gewann Henson die Erstausgabe einer für internationale Spieler offenen deutschen Meisterschaft, die er auch 1989 und 1992 gewinnen konnte. 1989 nahm er erneut an diesem Turnier teil, musste diesmal aber zwei Niederlagen gegen Euan Henderson und Stan Gorski einstecken, weshalb er in der Gruppenphase ausschied. Wenig später, bereits 1990, nahm er an den Dutch Open teil und konnte mit Siegen über die Profispieler Malcolm Bradley und Eugene Hughes das Viertelfinale erreichen, in dem er sich Peter Ebdon geschlagen geben musste. 1990 folgte seine dritte Teilnahme an der Amateurweltmeisterschaft, die diesmal aber weitaus weniger erfolgreich verlief als die beiden Teilnahmen zuvor. Ein Jahr später durfte er am Hauptwettbewerb, dem Einzel der Männer, beim World Masters teilnehmen, wobei er überraschend John Virgo sowie den indischen Amateur BVS Murthy besiegte, ehe er in der Runde der letzten 32 gegen Gary Wilkinson verlor. Da wenig später die Profitour gegen ein gewisses Startgeld für alle Spieler geöffnet wurde, wurde Henson noch im selben Jahr Profispieler.
Hensons erste Profisaison, die Saison 1991/92, verlief für ihn jedoch miserabel; er verlor fast alle Spiele und erreichte lediglich als bestes, aus eigener Kraft erzieltes Ergebnis die dritte Qualifikationsrunde der UK Championship. Zudem wurde er zur Belgian Challenge eingeladen, bei der er direkt im Achtelfinale startete, dort aber mit 0:5 gegen Weltmeister Stephen Hendry verlor. Zwar meldete er sich in den folgenden beiden Saisons teilweise noch für Turniere an, bestritt aber kein einziges Spiel mehr, sodass er 1994 nur Rang 515 der Snookerweltrangliste belegte und somit seine Profikarriere erstmal wieder beendete.  Zeitgleich begann er, auf der deutschen Amateurtour mitzuspielen und erreichte direkt im ersten Jahr 15 Endspiele, wobei er bei zwölf Turnieren gewinnen konnte. 1994 kamen, obwohl er nur an drei Turnieren teilnahm, zwei weitere Titel hinzu. Bei einem dieser beiden Turnieren, den Gifhorn Open, spielte Henson das erste Maximum Break auf deutschem Boden. Zu dieser Zeit lebte Henson in München, wo er unter anderem für Sascha Diemer als Mentor und Trainer fungierte, aber auch für Sascha Lippe. In München besaß Henson einen eigenen Snookerclub.
1997 nominierte ihn der deutsche Verband, Deutschland zusammen mit Lasse Münstermann und Mario Burot beim Continental Team Cup zu vertreten. Gemeinsam erreichten sie den zweiten Platz der Endwertung, hinter dem maltesischen Team mit Paul Mifsud, Joe Grech und Alex Borg. Sein nächster großer Auftritt erfolgte im Rahmen der Amateurweltmeisterschaft 1997, bei der er trotz mehrerer Niederlagen die Gruppenphase überstand und in der Hauptrunde erst nach einem Sieg über Kirk Stevens gegen David Lilley im Achtelfinale ausschied. Bei der Ausgabe 1998 schied er zwar bereits früher aus, erhielt aber später die Startberechtigung für die Profi-Saison 1998/99, in der er allerdings fast alle Spiele verlor und am Ende, platziert auf Rang 184, wieder seinen Profistatus verlor. Zudem erreichte er mit nur einem verlorenen Frame in seinem Viertelfinalspiel gegen Markus Drude das Finale der deutschen Meisterschaft 1998, die im Januar 1999 ausgetragen wurde, und kürte sich mit einem 5:0-Sieg gegen Sascha Diemer zum deutschen Meister. Zusammen mit Diemer gewann er zudem die Meisterschaft im Doppel.
Im Jahr 2000 konnte Henson erneut die deutsche Meisterschaft gewinnen, diesmal jedoch bei einem anderen Verband. 2002 folgte gegen Sascha Lippe der dritte und letzte Titel, ehe er 2003 im Viertelfinale gegen Lasse Münstermann verlor. Im selben Jahr nahm er nach einigen Jahren Abstinenz wieder an der Amateurweltmeisterschaft teil, auch wenn er chancenlos in der Gruppenphase ausschied. Nach einigen Jahren ohne nennenswerte Ergebnisse zog Henson beim Paul Hunter Classic 2008 in die Runde der letzten 48 ein und unterlag David Gray. Zu dieser Zeit spielte Henson für die Barmer Billardfreunde. In den folgenden Jahren nahm Henson sehr selten, aber immer mal wieder, an einigen ähnlichen Turnieren teil, konnte aber nie einen großen Erfolg erzielen. Zu Beginn der 2010er-Jahre zog Henson zudem zurück nach England und lebte in Barnsley. Dor spielt er weiterhin Snooker, unter anderem in der englischen Seniorentour, aber auch in einer lokalen Liga in Yorkshire.

## Erfolge
| Ausgang         | Jahr | Turnier                                                          | Finalgegner       | Ergebnis |
| --------------- | ---- | ---------------------------------------------------------------- | ----------------- | -------- |
| Amateurturniere |      |                                                                  |                   |          |
| Sieger          | 1992 | German Open Snooker Ranking – Event 7 – 4 Stars – München Open   | Steve Lemmens     | 4:1      |
| Zweiter         | 1992 | German Open Snooker Ranking – Event 8 – 2 Star                   | Markus Drude      | 0:3      |
| Sieger          | 1992 | German Open Snooker Ranking – Event 11 – 1 Star                  | Peter Sterzer     | 3:0      |
| Sieger          | 1992 | German Open Snooker Ranking – Event 12 – 3 Star – Gifhorn Open   | Peter Wagner      | 4:0      |
| Sieger          | 1992 | German Open Snooker Ranking – Event 13 – 2 Star                  | Markus Drude      | 3:0      |
| Sieger          | 1992 | German Open Snooker Ranking – Event 16 – 2 Star                  | Wilfried Dijkstra | 3:0      |
| Sieger          | 1992 | German Open Snooker Ranking – Event 22 – 1 Star                  | Sascha Diemer     | 3:1      |
| Sieger          | 1992 | German Open Snooker Ranking – Event 23 – 1 Star                  | Peter Sterzer     | 3:1      |
| Sieger          | 1993 | German Open Snooker Ranking – Event 1 – 4 Stars – Dornstadt Open | Peter Bullen      | 4:3      |
| Sieger          | 1993 | German Open Snooker Ranking – Event 2 – 1 Star                   | Karl-Heinz Beggel | 3:2      |
| Zweiter         | 1993 | German Open Snooker Ranking – Event 5 – 3 Star – Münster Open    | Peter Bullen      | 2:4      |
| Sieger          | 1993 | German Open Snooker Ranking – Event 6 – 1 Star                   | Peter Sterzer     | 3:0      |
| Sieger          | 1993 | German Open Snooker Ranking – Event 27 – 1 Star                  | Frank Schröder    | 3:1      |
| Sieger          | 1993 | German Open Snooker Ranking – Event 30 – 2 Star                  | Dieter Friedelt   | 3:0      |
| Zweiter         | 1993 | German Open Snooker Ranking – Event 32 – 2 Star                  | Bart van Ginniken | 2:3      |
| Sieger          | 1994 | German Open Snooker Ranking – Event 2 – 3 Star – Gifhorn Open    | Floris De Waard   | 4:1      |
| Sieger          | 1994 | German Open Snooker Ranking – Event 5 – 2 Star                   | Peter Wagner      | 3:0      |
| Sieger          | 1999 | Deutsche Snooker-Meisterschaft                                   | Sascha Diemer     | 5:0      |
| Sieger          | 2000 | Deutsche Snooker-Meisterschaft                                   | Kurt Stock        | 4:1      |
| Sieger          | 2002 | Deutsche Snooker-Meisterschaft                                   | Sascha Lippe      | 4:3      |

Weitere Erfolge
- Deutscher Meister im Doppel: 1998 (zusammen mit Sascha Diemer)
- Sieger der international offenen deutschen Meisterschaft: 1988, 1989, 1992
- Zweitplatzierter des Continental Team Cups 1997 (mit Lasse Münstermann und Mario Burot)